# 蝦利士街
蝦利士街，又譯蝦厘士街、蝦厘時街、巴利士街，是澳洲新南威爾斯州雪梨內西區的一條主要大道，位於卑滿及歐迪模市區內。街道從卑滿半島北端延伸至雪梨商業中心區的百老匯街。蝦利士街曾為歐迪模發電廠、歐迪模電車廠及政府印務局駐地。
卑滿原為工業市區，後改建為住宅及商業專區。雪梨科技大學及澳洲廣播公司總部皆位於蝦利士街。沿街曾有電車行駛，後於1950年代末由巴士取代。